# Inmigración española en Belice
La inmigración española en Belice habría comenzado, aunque en muy pequeña escala, ya desde la época virreinal de Hispanoamérica. Belice fue, desde el siglo XVI hasta 1821, un territorio español, año en que se separó de España junto al resto de Nueva España. De forma que no sería oficialmente una colonia británica hasta 1862, adquisición no reconocida aún, si bien, por Guatemala y México. Hasta ese momento, constituía solo un puerto guatemalteco, en gran parte despoblado, salvo por los británicos y por grupos mayas de la región. Los españoles se establecieron en Belice básicamente desde el siglo XIX.

## Historia

### Primeras ocupaciones y expediciones española en Belice
En el año 1494 se firmó el Tratado de Tordesillas que reclamaba que todo el oeste del Nuevo Mundo era para España, incluyendo el actual Belice. Más tarde, a mediados del siglo XVI, los conquistadores españoles exploraron ese territorio, declarándolo colonia española y siendo incorporado a la Capitanía General de Guatemala el 27 de diciembre de 1527, cuando esta se fundó. De esta forma es integrado, en la segunda mitad de ese siglo, a la Gobernación de Yucatán, en el Virreinato de Nueva España. Así, aunque en 1530 el conquistador Francisco de Montejo, tras atacar la Nachankan Maya y Belice, fracasó en su intento de someter a los mayas al dominio español, el territorio se mantuvo bajo poder español. Así, es en  1544 cuando se registran los primeros documentos escritos sobre la presencia española en Belice. Estos primeros colonos se establecieron en la ciudad maya de Lamanai, ciudad en la que se edificó una iglesia española colonial en 1570, siendo esta ciudad la que absorbió mayores influencias europeas en Belice. Por su parte, los primeros misioneros españoles en Belice llegaron al territorio en 1550 y evangelizaron la población del área de los Choles (un grupo lingüístico perteneciente al grupo étnico de los K'ekchi), llegando hasta la Bahía de Amatique (en la actual Provincia de la 
Verapaz, en la mitad sur del actual Belice).
Sin embargo, fueron pocos los españoles que se asentaron en el lugar, debido a la falta de recursos para ellos importantes, tales como el oro, y la fuerte defensa de los mayas respecto a la península de Yucatán.  Así, los colonos españoles residentes en Belice lucharon con frecuencia contra los mayas, quienes, además, se vieron afectados por la esclavitud y las enfermedades que llevaban los españoles.
Sin embargo, después de mediados del siglo XVI, hay pocas pruebas de exploraciones españolas en Belice, si bien no de evangelizaciones: en 1618 fue evangelizada la región de Pucté, en el norte del actual Belice, y, en 1621, lo fue la región de los Mopanes y Tipúes, en la parte central del territorio.
La única excepción de exploraciones españolas en Belice después de mediados del siglo XVI la encontramos en un viaje realizado por un padre dominico, fray José Delgado, en 1677. Delgado viajó a lo largo de Belice en dirección al municipio de Bacalar, en el estado mexicano Quintana Roo. Sin embargo, no pudo continuar su camino porque, antes de llegar al municipio mexicano fue capturado y despojado por algunos ingleses en alguna zona cercana al Río de Texoc - probablemente el actual Río Mullins-.
Por otra parte, entre 1638 y 1695, los mayas que residían en  Tipu gozaron de autonomía del dominio español. Pero en 1696, los soldados españoles utilizaron Tipu como una base desde la cual se pacificaría la zona y se apoyarían las actividades misioneras. En 1697 los españoles conquistaron la Itzá, y en 1707, los españoles reasentaron por la fuerza a los habitantes de Tipu en una zona cercana al lago Petén Itzá.

### La lucha entre España y Reino Unido por el control de Belice
En 1717, tras el asentamiento británico en Belice entre los siglos XVI y el XVII y con el fin de apartar a los extranjeros de la zona,  el ejército liderado por el Mariscal Antonio Figueroa y Silva Lazo, gobernador de la península de Yucatán, expulsó a los ingleses de Río Belice. Aun así, con el tiempo, los británicos terminaban regresando, por lo que esta expedición desarrolló una serie de incursiones españolas para expulsarlos en varios momentos. 
Más tarde, el 20 de enero de 1783, Gran Bretaña y España firman la paz y poco después firman el Tratado de Versalles, en el cual España cedió a Gran Bretaña una pequeña parte del actual Belice, unos 1.482 km- o 4,804-, ubicada entre los ríos Hondo y Belice. Además, debido a la petición de los colonos británicos de obtener más territorio para tener una mayor área de acción, ya que el territorio cedido a ellos era muy limitado, se firma también la Convención de Londres de 1786 por la que España le cedía otros 1.883 km de Belice (llegando hasta el Río Sibún o Laguna Manate, al sur del río Belice).
Sin embargo, en algún momento entre 1786 y 1796, un funcionario español que visitó el Yucatán para informar sobre las actividades de Baymen indicó que los Hombres de la Bahía fueron ampliando peligrosamente sus fronteras para cortar el palo de tinte también en Campeche, cerca de una ciudad de población española. Por ello, España emitió órdenes para la expulsión inmediata y efectiva de los colonos que ocupaban Belice. Esto desencadenó una guerra entre Gran Bretaña y España en las costas de Belice en septiembre de 1798, guerra que fue denominada La batalla del Cayo de St. George y que terminó con la derrota española. Debido a eso, los británicos pudieron quedarse en territorio beliceño - y en toda la parte continental de Centroamérica-, pudiendo ejercer libremente su dominio en la zona, aunque el territorio siguió siendo, oficialmente, español.

### sigloXIX
Más tarde, en diciembre de 1821, Nueva España se independiza de España, y Belice (salvo, por supuesto, los 2.964 km del territorio que ahora eran británicos por el Tratado de Versalles y la Convención de Londres) pasa a depender exclusivamente de México y Guatemala. 
Alrededor de la década de 1840, colonos españoles, mestizos y miles de yucatecos de México comenzaron a establecerse en el norte del actual Belice debido a la Guerra de Castas de Yucatán, estableciéndose predominantemente en el Corozal, Orange Walk Town, y gran parte del distrito Cayo, así como en la ciudad de San Pedro en Ambergris Caye. Sin embargo, Reino Unido declara a todo el territorio del actual Belice oficialmente como colonia británica en 1862, territorio que hasta ese momento constituía solo un puerto guatemalteco.

## Demografía
Según los censos del 2000 de Belice, de las 322.000 personas residentes en ese país, los descendientes de españoles constituyen el 15% de la población. La mayoría de ellos aún viven en el Corozal y Orange Walk Town, algunos de los lugares en los que se asentaron sus antepasados cuando emigraron a Belice desde Yucatán en los años 40 del siglo XIX. Además, debido a la inmigración hispanoamericana (básicamente centroamericana) aproximadamente un 46% de la población beliceña tiene el español como lengua materna.